# Historia de la sífilis

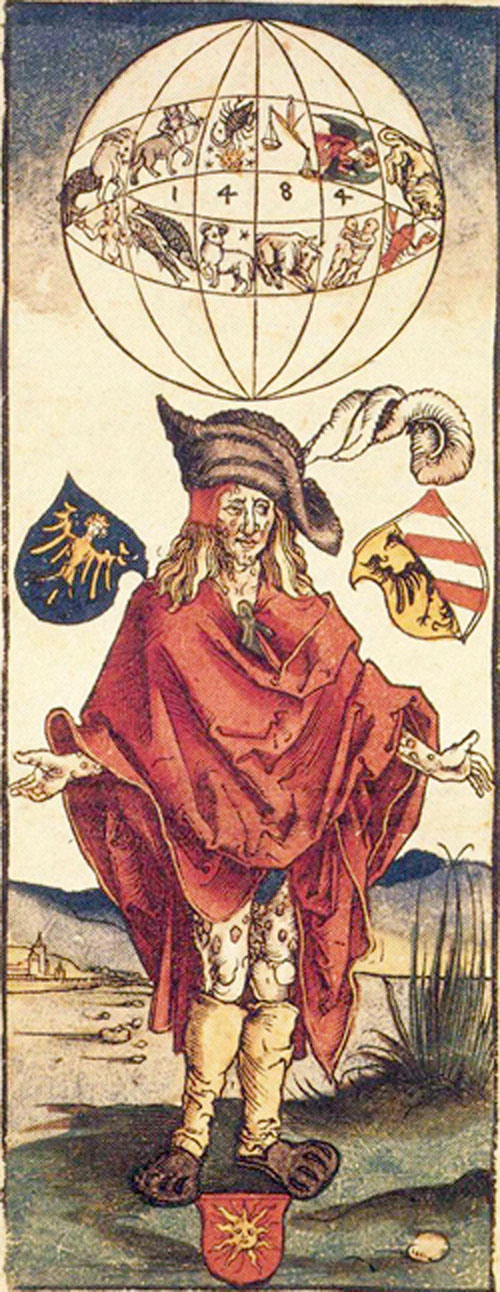
Ilustración médica atribuida a Alberto Durero (1496) que representa a una persona con sífilis.

El estudio sobre la historia de la sífilis abarca un período amplio desde la Prehistoria mediante la paleopatología, pero las primeras fuentes escritas aparecen a finales del siglo xv, cuando se identifica la enfermedad en Europa. Existen varias hipótesis sobre su origen, que se diferencian principalmente en considerar si procede o no de América.

## Origen
La sífilis o lúes, causada por Treponema pallidum subsp. pallidum, es la única enfermedad venérea del grupo de las treponematosis, que reúne las infecciones por bacterias del género Treponema. Las otras afecciones que implican a los humanos son la pinta (T. carateum), el bejel o sífilis endémica (T. pallidum subsp. endemicum) y el pian (T. pallidum subsp. pertenue). Todas, excepto la pinta, afectan al hueso y tienen como causa bacterias de la misma especie, T. pallidum, con una divergencia entre los genomas menor del 0.2 %. Existen, además, treponemas que afectan a otros mamíferos como T. brennaborense, propio de las vacas lecheras, y T. cuniculi, que en los conejos produce una enfermedad muy similar a la sífilis humana. Ambas podrían ser el origen de las treponematosis en nuestra especie. Se acepta que T. carateum y T. pallidum tienen un antepasado común de hace unos 1.5 millones de años.

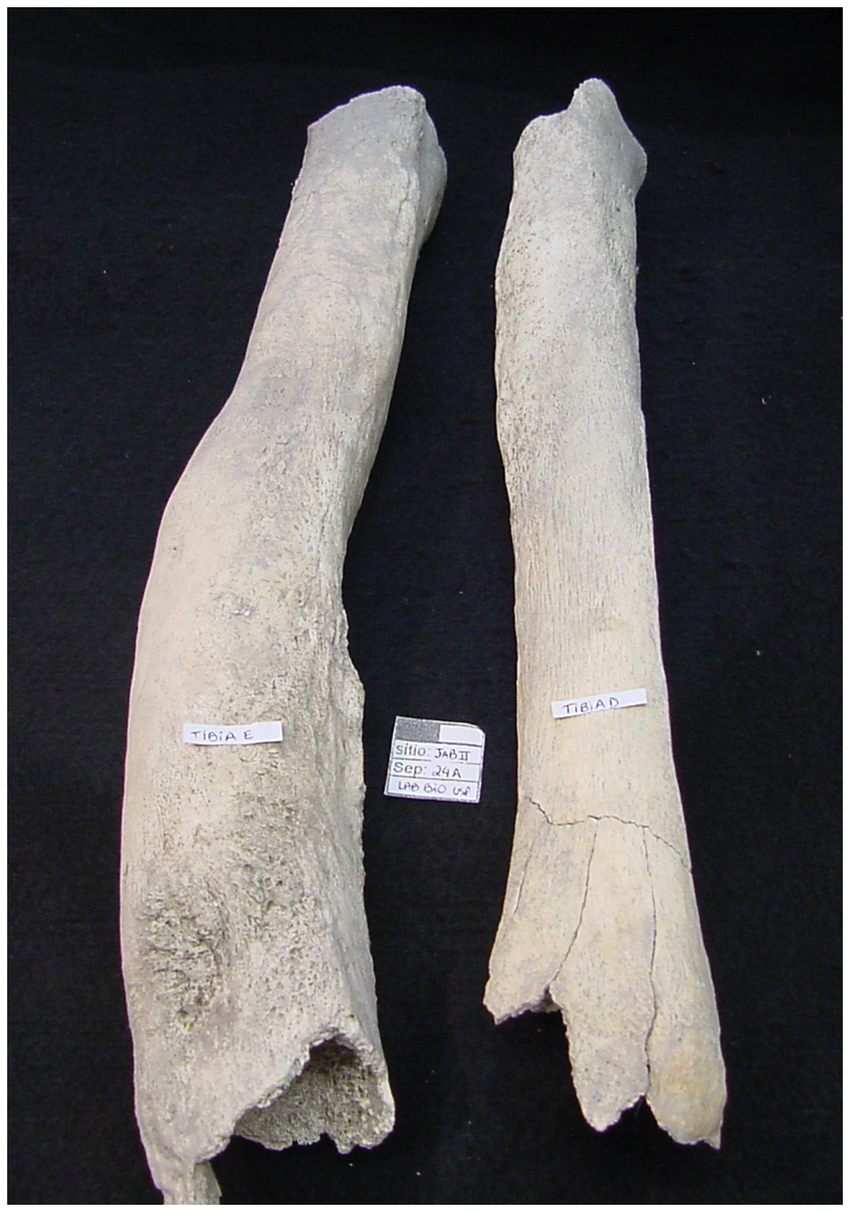
Tibias con treponematosis procedentes de Brasil, de 3000 años de antigüedad. Es característico el engrosamiento anterior que se ve en la pieza de la izquierda.

Muchos investigadores coinciden en que las lesiones en los fósiles son prácticamente indistinguibles entre las distintas treponematosis y tampoco son siempre específicas de estas enfermedades. Existen, sin embargo, algunas proposiciones para el diagnóstico diferencial como los diagramas de Steinbock, de 1976, y el método SPIRAL de Rothschild y Rothschild, de la década de 1990 y posteriormente puesto en entredicho por otros autores. El primer individuo del género Homo diagnosticado de treponematosis, en concreto de pian, es un fósil de Homo erectus de hace 1.6 millones de años; sin embargo, no se han identificado más restos humanos enfermos anteriores a 15 000 años en el pasado y los estudios evolutivos basados en una aparición tan temprana de estas bacterias dan resultados poco probables. Por tanto, se cree que el fósil de Homo erectus estuvo afectado por una cepa no relacionada con las actuales.
Se considera tradicionalmente que, en Europa, la sífilis apareció en 1493 y su expansión se vio propiciada por el asedio de Nápoles de 1495. En la Alemania del siglo xv se denominó a esta y otras dolencias como el sudor inglés con el nombre de «nuevas enfermedades» (nuwe krenckte), debido a la ausencia en los textos clásicos de descripciones que encajaran con ellas; la lúes es el ejemplo más característico. Desde los primeros escritos y hasta nuestros días se han expuesto varias hipótesis sobre el origen de la enfermedad en Europa, que aún se considera un enigma. Se centran especialmente en considerar si la dolencia procede de América y fue traída por Cristóbal Colón y su tripulación en 1493 o si existía ya previamente en Europa; por este motivo reciben los nombres de hipótesis colombina y precolombina. Existen otras explicaciones más modernas como la hipótesis unitaria y la hipótesis alternativa. La primera fue propuesta en 1963 por E. H. Hudson y propugna que todas las treponematosis tienen como causa el mismo patógeno, que produciría cuadros clínicos diferentes en función de las condiciones del medio; en ocasiones se considera una variante de la hipótesis precolombina. La última, introducida por Frank B. Livingstone en 1991, traslada al África tropical la procedencia de la sífilis alegando que el contacto con los europeos aumentó en las décadas anteriores a la epidemia de finales del siglo xv y, por tanto, el lapso para extenderse por el continente fue mayor que el que considera la hipótesis colombina.
Hay varios documentos históricos que apoyan que la sífilis llegó a Europa desde América. Gonzalo Fernández de Oviedo, cronista de Indias,  afirmó en Historia general y natural de las Indias que la «enfermedad francesa» —como era llamada comúnmente— era habitual entre los nativos de La Española y que habría sido introducida en Italia en 1495 por el ejército de Gonzalo Fernández de Córdoba. Algo parecido escribió Bartolomé de las Casas en Historia de las Indias, quien dijo que los españoles tenían infecciones más graves que los indios y que estos aseguraban que la enfermedad ya existía antes de la llegada de los descubridores. También el médico Ruy Díaz de Isla en su Tratado contra el Mal Serpentino alega que algunos marineros de Colón se contagiaron y que la lúes apareció en Barcelona, donde el explorador fue a dar cuenta de su viaje a los Reyes Católicos, en 1493. Los paleopatólogos modernos que apoyan el origen americano sostienen que los restos óseos encontrados en Europa con posibles signos de sífilis no son una prueba concluyente. Entre ellos se encuentran B. J. Baker y G. J. Armelagos, quienes en 1988 propusieron una modificación de la hipótesis colombina que implicaría que la enfermedad que trajo la tripulación de Colon fue una forma no venérea de la sífilis que evolucionó rápidamente a una enfermedad de transmisión sexual para adaptarse a las condiciones del Viejo Mundo.